# Acacia retusa
Acacia retusa är en ärtväxtart som först beskrevs av Nikolaus Joseph von Jacquin, och fick sitt nu gällande namn av Richard Alden Howard. Acacia retusa ingår i släktet akacior, och familjen ärtväxter. Inga underarter finns listade i Catalogue of Life.